# Avannaa

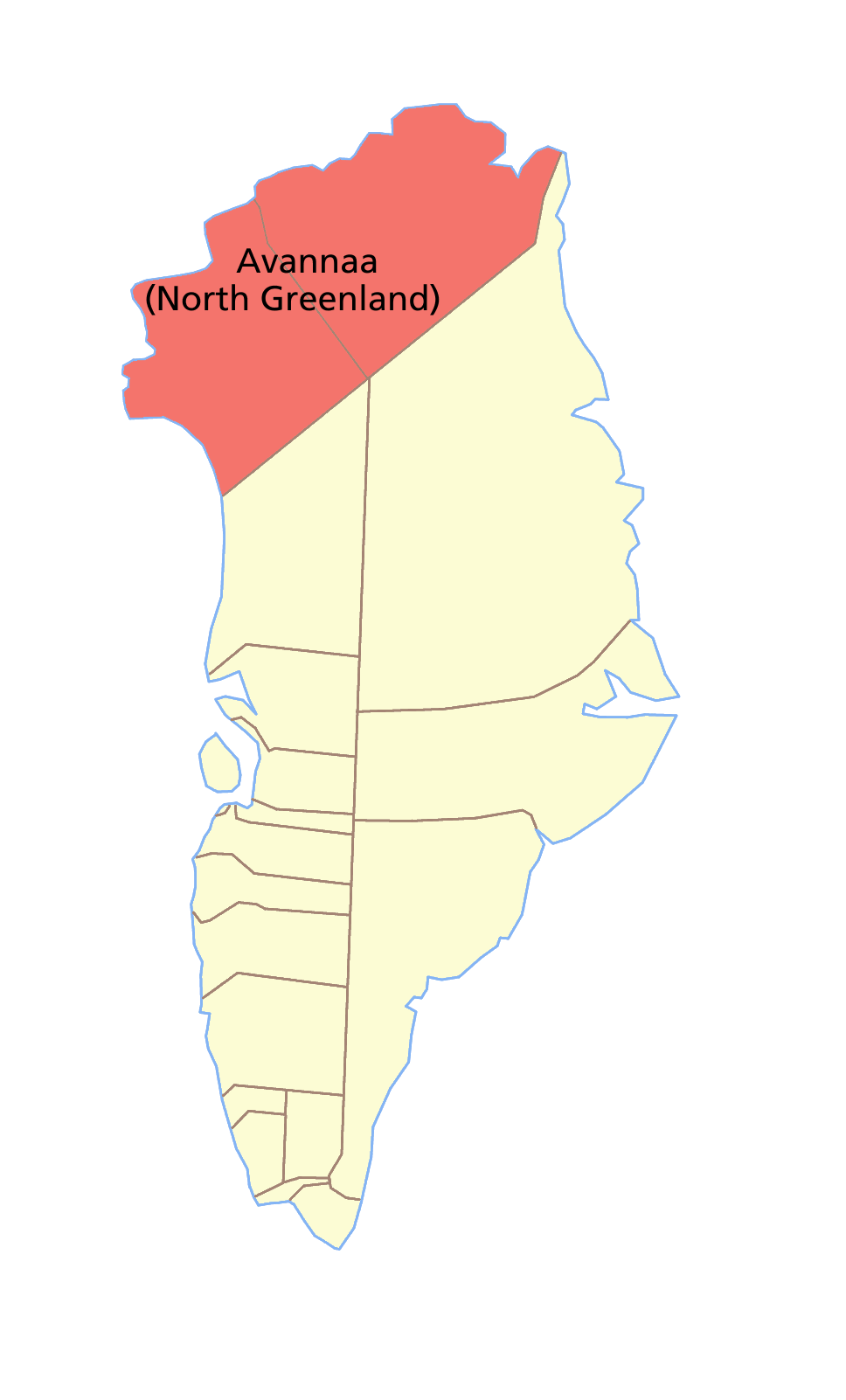
Mapa de Avannaa

Avannaa, antes chamada Groenlândia (português brasileiro) ou Gronelândia Setentrional (português europeu) (em dinamarquês: Nordgrønland), era um dos três distritos (amt) da Gronelândia. A sua capital era Qaanaaq, núcleo do único município.